# Torneo Clausura 2016 (Nicaragua)
El Torneo Clausura 2016 es la edición XIX del campeonato de liga de la Primera División del fútbol nicaragüense; se trata del 39.º torneo corto, luego del cambio en el formato de competencia, con el que se cierra la temporada 2014-15.

## Datos generales
| Equipo           | Ciudad     | Estadio                           | Capacidad | Entrenador           |
| ---------------- | ---------- | --------------------------------- | --------- | -------------------- |
| Chinandega FC    | Chinandega | Estadio Efraín Tijerino Mazariego | 8,000     | Reyna Espinoza       |
| Deportivo Ocotal | Ocotal     | Estadio Roy Fernando Bermúdez     | 3,000     | Javier Reales        |
| Diriangén FC     | Diriamba   | Estadio Cacique Diriangén         | 7,500     | Mario Reig           |
| Jalapa           | Jalapa     | Estadio Alejandro Ramos Turcio    | 2,000     | Tyron Acevedo        |
| Juventus Managua | Managua    | Estadio Nacional                  | 20,000    | Oscar Blanco         |
| Managua FC       | Managua    | Estadio Nacional                  | 20,000    | Carlos Zambrana      |
| Real Estelí      | Estelí     | Estadio Independencia             | 5,000     | Ramón Otoniel Olivas |
| Real Madriz      | Somoto     | Estadio Augusto Cesar Mendoza     | 3,000     | Elvin Cerna          |
| UNAN Managua     | Managua    | Estadio Nacional                  | 20,000    | Edward Urroz         |
| Walter Ferretti  | Managua    | Estadio Nacional                  | 20,000    | Marvin Solano        |

## Máximos Goleadores
| Luis Galeano                               | Real Estelí    | 6 |
| Bernardo Laureiro                          | Walter Ferreti | 5 |
| Arlis Andino                               | Jalapa         | 4 |
| Carlos Andino                              | Real Estelí    | 3 |
| Christiano                                 | Real Estelí    | 3 |
| David Lazari                               | Real Estelí    | 3 |
| Última actualización:22 de febrero de 2016 |                |   |

## Tablas de Posiciones
|  |     | Equipo           | PJ | G | E | P | GF | GC | Dif | Pts |
|  | --- | ---------------- | -- | - | - | - | -- | -- | --- | --- |
|  | 1.  | Real Estelí      | 7  | 5 | 1 | 1 | 17 | 4  | +13 | 16  |
|  | 2.  | Walter Ferretti  | 7  | 4 | 2 | 1 | 14 | 7  | +7  | 14  |
|  | 3.  | Managua FC       | 7  | 3 | 2 | 2 | 8  | 8  | 0   | 11  |
|  | 4.  | Diriangén FC     | 7  | 3 | 1 | 3 | 9  | 10 | -1  | 10  |
|  | 5.  | Juventus Managua | 7  | 2 | 3 | 2 | 8  | 8  | 0   | 9   |
|  | 6.  | Jalapa           | 7  | 3 | 0 | 4 | 9  | 11 | -2  | 9   |
|  | 7.  | Real Madriz      | 7  | 3 | 0 | 4 | 8  | 12 | -4  | 9   |
|  | 8.  | UNAN Managua     | 7  | 2 | 2 | 3 | 8  | 11 | -3  | 8   |
|  | 9.  | Chinandega FC    | 7  | 1 | 4 | 2 | 8  | 9  | -1  | 7   |
|  | 10. | Deportivo Ocotal | 7  | 0 | 3 | 4 | 4  | 13 | -9  | 3   |

## Tabla Acumulada
|  |     | Equipo           | PJ | G  | E  | P  | GF | GC | Dif | Pts |
|  | --- | ---------------- | -- | -- | -- | -- | -- | -- | --- | --- |
|  | 1.  | Real Estelí      | 25 | 19 | 3  | 3  | 63 | 13 | +50 | 60  |
|  | 2.  | Walter Ferretti  | 25 | 16 | 4  | 5  | 51 | 26 | +25 | 52  |
|  | 3.  | UNAN Managua     | 25 | 13 | 6  | 6  | 48 | 31 | +17 | 45  |
|  | 4.  | Diriangén FC     | 25 | 12 | 3  | 10 | 37 | 29 | +8  | 39  |
|  | 5.  | Juventus Managua | 25 | 9  | 7  | 9  | 39 | 35 | +4  | 34  |
|  | 6.  | Managua FC       | 25 | 7  | 8  | 10 | 40 | 46 | -6  | 29  |
|  | 7.  | Chinandega FC    | 25 | 6  | 10 | 9  | 26 | 34 | -8  | 28  |
|  | 8.  | Jalapa           | 25 | 6  | 5  | 14 | 24 | 51 | -27 | 23  |
|  | 9.  | Real Madríz      | 25 | 6  | 3  | 16 | 31 | 68 | -37 | 21  |
|  | 10. | Deportivo Ocotal | 25 | 3  | 7  | 15 | 27 | 51 | -24 | 16  |

## Jornadas
| Managua            | 2 - 2 | UNAN Managua     | Nacional               | 16 de enero |  |
| Real Madriz        | 1 - 0 | Diriangen        | Augusto César Mendoza  | 17 de enero |  |
| Jalapa             | 3 - 1 | Chinandega       | Alejandro Ramos Turcio | 17 de enero |  |
| Walter Ferreti     | 1 - 1 | Juventus Managua | Olímpico del IND       | 17 de enero |  |
| Deportivo Ocotal   | 0 - 5 | Real Estelí      | Roy Fernández Bermúdez | 17 de enero |  |
| Total de goles: 16 |       |                  |                        |             |  |

| Diriangén         | 2 - 1 | Jalapa           | Cacique Diriangén        | 20 de enero | 15:00 |
| Juventus Managua  | 1 - 0 | Real Madriz      | Olímpico del IND Managua | 20 de enero | 15:00 |
| Managua           | 0 - 1 | Walter Ferreti   | Nacional                 | 20 de enero | 19:00 |
| Real Estelí       | 2 - 0 | UNAN Managua     | Independencia            | 20 de enero | 20:00 |
| Chinandega        | 1 - 1 | Deportivo Ocotal | Estadio INACH            | 24 de enero | 11:00 |
| Total de goles: 9 |       |                  |                          |             |       |

| Real Estelí        | 0 - 0 | Chinandega       |  | 30 de enero |  |
| Real Madriz        | 1 - 2 | Managua FC       |  | 31 de enero |  |
| Jalapa             | 1 - 0 | Juventus Managua |  | 31 de enero |  |
| Walter Ferreti     | 3 - 0 | UNAN Managua     |  | 31 de enero |  |
| Deportivo Ocotal   | 1 - 2 | Diriangén        |  | 31 de enero |  |
| Total de goles: 10 |       |                  |  |             |  |

| UNAN Managua       | 2 - 1 | Chinandega       |  | 5 de febrero | 20:00 |
| Walter Ferreti     | 4 - 1 | Real Madriz      |  | 6 de febrero | 15:00 |
| Managua            | 1 - 0 | Jalapa           |  | 6 de febrero | 19:00 |
| Diriangén          | 3 - 2 | Real Estelí      |  | 7 de febrero | 15:00 |
| Juventus Managua   | 1 - 0 | Deportivo Ocotal |  | 7 de febrero | 15:00 |
| Total de goles: 15 |       |                  |  |              |       |

| Chinandega         | 1 - 1 | Diriangén        |                       | 10 de febrero | 11:00 |
| Real Madriz        | 2 - 1 | UNAN Managua     |                       | 10 de febrero | 11:00 |
| Jalapa             | 3 - 2 | Walter Ferreti   |                       | 10 de febrero | 15:00 |
| Deportivo Ocotal   | 0 - 1 | Managua          | Roy Fernando Bermúdez | 10 de febrero | 15:00 |
| Real Estelí        | 3 - 1 | Juventus Managua |                       | 10 de febrero | 20:00 |
| Total de goles: 15 |       |                  |                       |               |       |

| Juventus Managua   | 1 - 1 | Chinandega       |  | 13 de febrero | 15:00 |
| Managua            | 0 - 2 | Real Estelí      |  | 13 de febrero | 19:00 |
| Real Madriz        | 2 - 1 | Jalapa           |  | 14 de febrero | 11:00 |
| Walter Ferreti     | 2 - 2 | Deportivo Ocotal |  | 14 de febrero | 15:00 |
| UNAN Managua       | 3 - 1 | Diriangén        |  | 14 de febrero | 15:00 |
| Total de goles: 15 |       |                  |  |               |       |

| Real Estelí        | 3 - 0 | Jalapa         |  | 20 de febrero |  |
| Chinandega         | 3 - 1 | Real Madríz    |  | 21 de febrero |  |
| Diriangén          | 0 - 1 | Walter Ferreti |  | 21 de febrero |  |
| Deportivo Ocotal   | 0 - 0 | UNAN Managua   |  | 21 de febrero |  |
| Juventus Managua   | 2 - 2 | Managua        |  | 21 de febrero |  |
| Total de goles: 12 |       |                |  |               |  |

|                 | - |
|                 | - |
|                 | - |
|                 | - |
|                 | - |
| Total de goles: |   |

|                 | - |
|                 | - |
|                 | - |
|                 | - |
|                 | - |
| Total de goles: |   |